# Якупов, Николай Якупович
Никола́й (Калимулла) Яку́пович Яку́пов (15 марта 1920, Иштеряково, Тукаевский район — 1 февраля 1999, Татарстан) — советский офицер, подполковник медицинской службы,  Герой Советского Союза (1944), участник Советско-финской войны и Великой Отечественной войны в должности фельдшера медицинского пункта 58-го гвардейского кавалерийского полка 16-й гвардейской Черниговской кавалерийской дивизии, сформированной в декабре 1941 года в городе Уфе, как 112-я Башкирская кавалерийская дивизия 7-го гвардейского кавалерийского корпуса 61-й армии Центрального фронта.

## Биография
Родился 15 марта 1920 года в селе Иштеряково Казанской губернии (ныне Тукаевский район, Татарстан) в крестьянской семье. Татарин.
В 1939 году окончил медицинский техникум в городе Чистополе (Татария). Работал фельдшером в деревне Клярино Камско-Устьинского района.
В Красной Армии с 1939 года. Участник Советско-финской войны и освободительного похода советских войск в Западную Украину и Западную Белоруссию в 1939 году. Член ВКП(б)/КПСС с 1942 года.
На фронтах Великой Отечественной войны с июля 1941 года. В качестве военного фельдшера участвовал в боях на Калининском фронте в составе 259-го стрелкового полка 189-й стрелковой дивизии.
На Сталинградском фронте сражался с врагом в составе 275-го (впоследствии — 58-го гвардейского) кавалерийского полка 112-й (впоследствии — 16-й гвардейской) Башкирской кавалерийской дивизии.
Фельдшер медицинского пункта 58-го гвардейского кавалерийского полка (16-я гвардейская Черниговская кавалерийская дивизия, 7-й гвардейский кавалерийский корпус, 61-я армия, Центральный фронт) гвардии старший лейтенант медицинской службы Николай Якупов во время форсирования реки Днепр у деревни Нивки Брагинского района Гомельской области Белоруссии в ночь на 27 сентября 1943 года сделал на лодке 27 рейсов с раненными и спас жизнь 74-м бойцам и офицерам, кроме этого им были переправлены боеприпасы для сражавшихся на плацдарме.
Указом Президиума Верховного Совета СССР «О присвоении звания Героя Советского Союза генералам, офицерскому, сержантскому и рядовому составу Красной Армии» от 15 января 1944 года за «образцовое выполнение боевых заданий командования на фронте борьбы с немецкими захватчиками и проявленными при этом отвагу и геройство» гвардии старшему лейтенанту медицинской службы Якупову Николаю Якуповичу присвоено звание Героя Советского Союза с вручением ордена Ленина и медали «Золотая Звезда» (№ 3025).
На 2-м Белорусском фронте при спасении раненых и оказании им помощи на поле боя отважный военфельдшеру не раз угрожала смертельная опасность, но он вышел победителем.
С 1946 года гвардии подполковник медицинской службы Н. Я. Якупов — в запасе. В 1949 году окончил республиканскую партийную школу в Казани. Жил в городе Набережные Челны Республики Татарстан, где до ухода на заслуженный отдых работал заместителем начальника управления треста «Камдорстрой». 
Скончался 1 февраля 1999 года. Похоронен на Новом кладбище Набережных Челнов.

## Награды
- медаль «Золотая Звезда» Героя Советского Союза (15.01.1944, № 3025);
- орден Ленина;
- орден Красного Знамени;
- орден Отечественной войны I степени;
- орден Красной Звезды
- медали.

## Память
- Имя Н. Я. Якупова высечено золотыми буквами на мемориальных досках вместе с именами всех 78-и Героев Советского Союза 112-й Башкирской (16-й гвардейской Черниговской) кавалерийской дивизии, установленных в Национальном музее Республики Башкортостан (город Уфа, улица Советская, 14) и в Музее 112-й (16-й гвардейской) Башкирской кавалерийской дивизии (город Уфа, улица Левитана, 27).
- 9 августа 2005 года в Набережных Челнах, на фасаде дома, в котором жил Герой, в память о нём установлена мемориальная доска.